# Венцек, Пётр
Пётр Венцек (пол. Piotr Więcek; род. 27 июля 1990 г в Плоцке, Польша) — польский автоспортсмен, в настоящее время является пилотом гоночной команды Worthouse Drift Team.

## Биография
С дрифтом связан с 2010 года. В 2011 году подписал контракт с командой Budmat Auto RB Team, которая в последующие годы сменила своё название на Budmat Auto Drift Team. Выступает в соревнованиях на Nissan 200SX, Skyline R34 и Silvia S15. В своей карьере трижды завоевал титул чемпиона европейских гонок Drift Masters Grand Prix — в 2014, 2015 и 2016 годах.
В 2017 году стал членом Worthouse Drift Team. Вместе со своим товарищем по команде Джеймсом Дином начал участвовать в американской серии Formula Drift (FD). Сезон 2017 года Пётр Венцек закончил со званием лучшего дебютанта Formula Drift — Rookie of the Year 2017, а также стал одним из трёх пилотов в истории FD выигравших этап в дебютном сезоне.
В 2020 году команда Worthouse Drift Team отказалась от участия в соревнованиях из-за ограничений, связанных с COVID-19. В том же заявлении было объявлено, что Джеймс Дин больше не является пилотом Worthouse Drift Team.
В 2021 и 2022 году Пётр стал чемпионом Drift Masters European Chaempionship.

В 2023 году участвует в фестивале скорости в Гудвуде на Toyota Supra Mk5. 

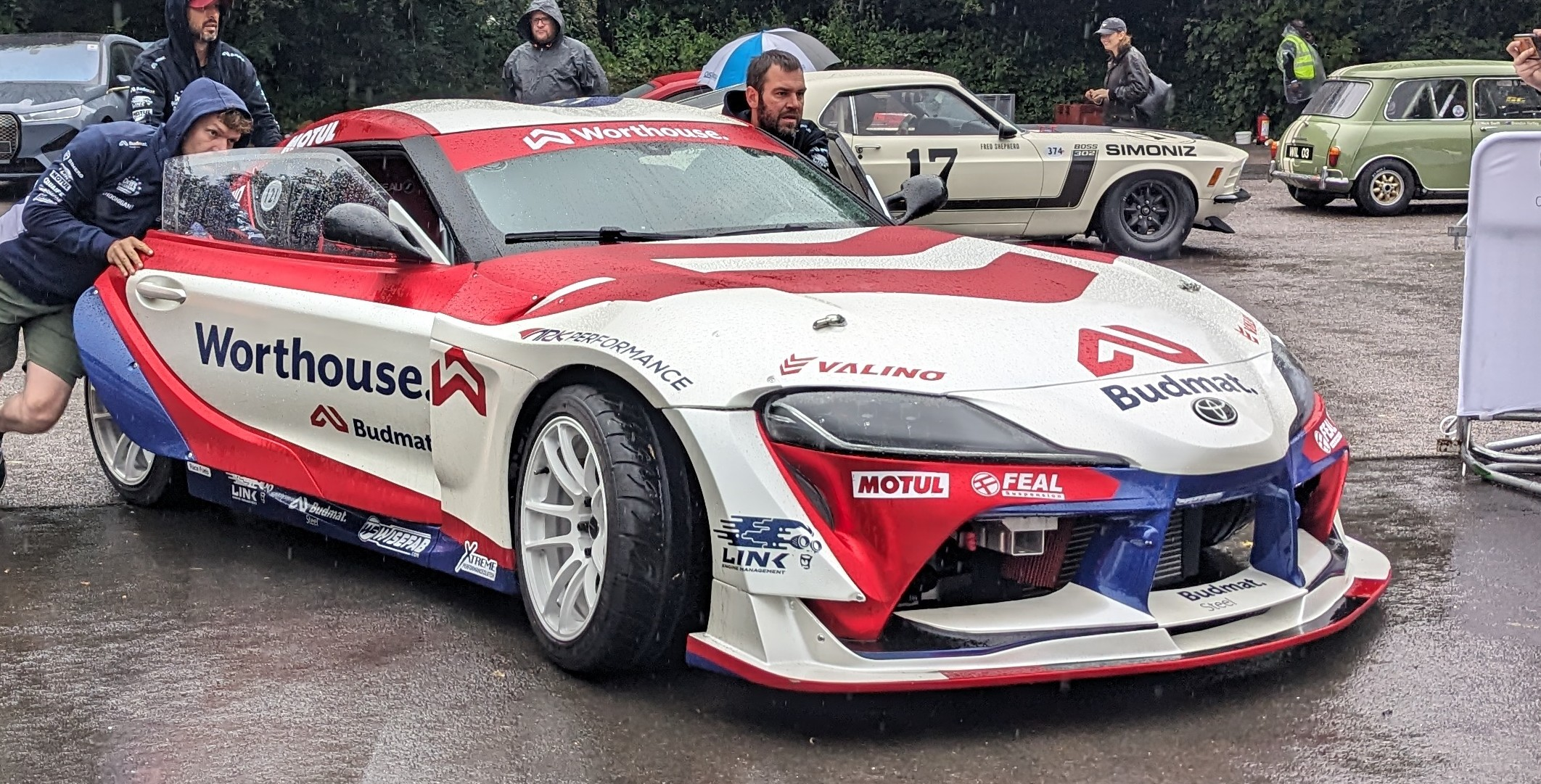
Toyota Supra Mk5 Пётра на фестивале скорости в Гудвуде 2023.

## Спортивные достижения

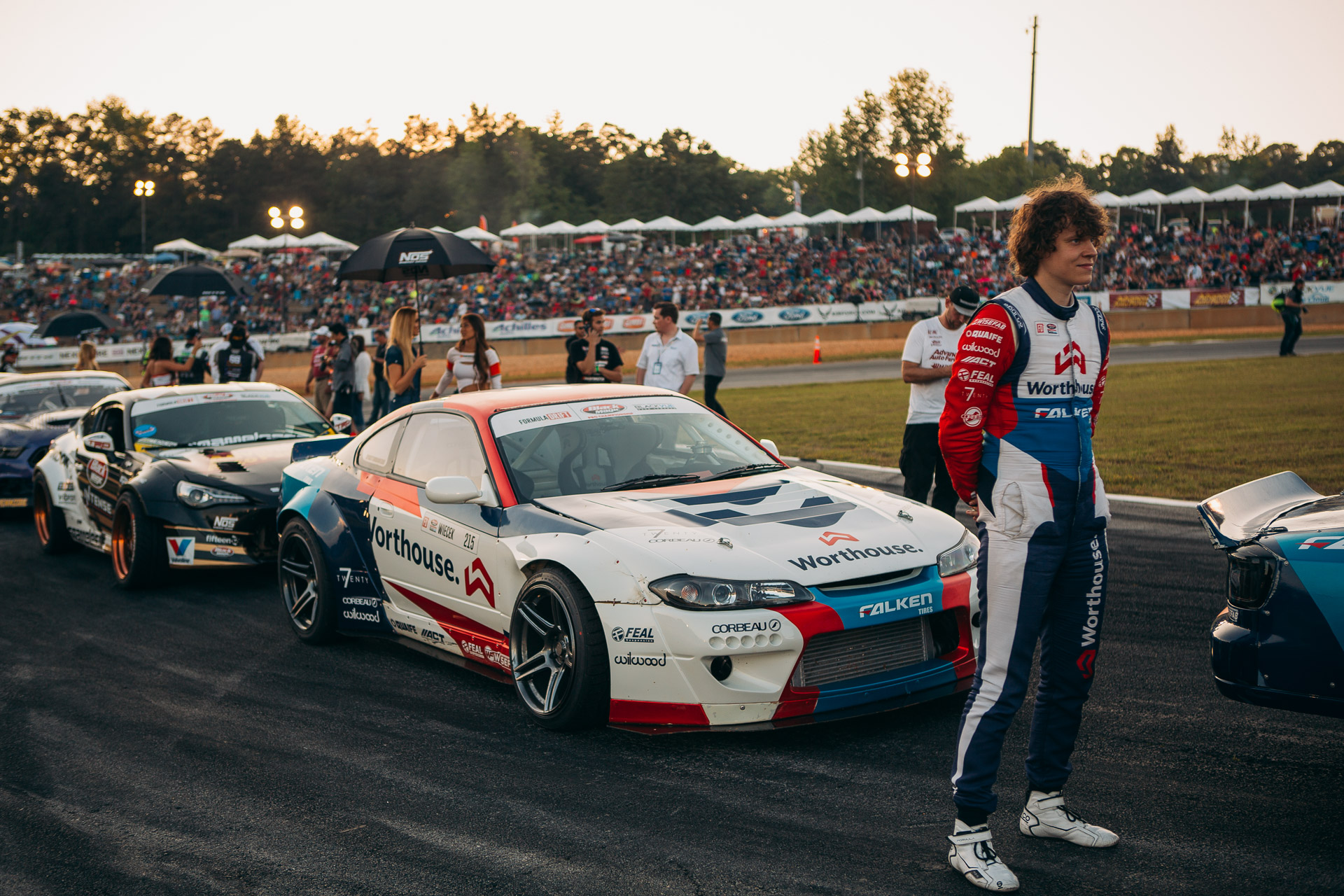
Piotr Więcek во время соревнований Formula Drift, Атланта 2017.

Сезон 2011
5 место — Чемпионат Польши по дрифтингу — Трек Познань (Nissan 200SX S14)
Сезон 2012
4 место — Чемпионат Польши по дрифтингу — Плоцк Орлен Арена (Nissan 200SX S14)
6 место — Чемпионат Польши по дрифтингу — Кельце, трек «Медная гора» (Nissan 200SX S14)
Сезон 2013
2 место — Чемпионат Польши по дрифтингу — Трек Познань (Nissan 200SX S14)
Сезон 2014
1 место — Drift Allstars — Лондон, Олимпийский стадион (Nissan 200SX S14)
4 место — Чемпионат Польши по дрифтингу — Кельце, трек «Медная гора» (Nissan 200SX S14)
1 место — Чемпионат Польши по дрифтингу — Трек Познань (Nissan 200SX S14)
1 место в общем зачете — Drift Masters Grand Prix (Nissan 200SX)
Сезон 2015
1 место в общем зачете — Drift Masters Grand Prix (Nissan 200SX)
Сезон 2016
2 место — Drift Allstars — Германия, Eurospeedway-Lausitz (Nissan Skyline)
1 место в общем зачете — Drift Masters Grand Prix (Nissan 200SX)
Сезон 2017
3 место — 3 этап Drift Masters Grand Prix (Nissan Skyline)
1 место — 8 этап Formula Drift, Ирвиндейл, Калифорния, США (Nissan Silvia S15)
Сезон 2018
3 место — 1 этап Formula Drift, Лонг-Бич, Калифорния, США (Nissan Silvia S15)
1 место — 1 этап Motegi Super Drift Challenge 2018, Лонг-Бич, Калифорния, США (Nissan Silvia S15)
1 место — 2 этап Motegi Super Drift Challenge 2018, Лонг-Бич, Калифорния, США (Nissan Silvia S15)
5 место — 2 этап Formula Drift, Орландо, Флорида, США (Nissan Silvia S15)
4 место — 3 этап Formula Drift, Атланта, Джорджия, США (Nissan Silvia S15)
3 место — 5 этап Formula Drift, Монро, Вашингтон, США (Nissan Silvia S15)
4 место — 6 этап Formula Drift, Сент-Луис, Иллинойс, США (Nissan Silvia S15)
4 место — Red Bull Drift Shifters, Ливерпуль, Англия (Nissan Skyline)
Сезон 2019
Сезон 2020
2 место — Drift Masters European Championship (King of Riga), Рига, Латвия (Nissan S15)
Сезон 2021
1 место — 1 этап Drift Masters European Championship, Грейнбах, Австрия (Nissan S15)
1 место — 2 этап Drift Masters European Championship, Грейнбах, Австрия (Nissan S15)
2 место — 3 этап Drift Masters European Championship, Рига, Латвия (Nissan S15)
1 место — 4 этап Drift Masters European Championship, Рига, Латвия (Nissan S15)
Сезон 2022
Сезон 2023